# Ramon Duran Font
Ramon Duran Font   (les Preses, 1939) és un pintor català, mestre artesà, pintor de sants i figures de pessebre i també talles, gegants i capgrossos. Va treballar pràcticament tota la vida al primer taller artesà d'imatgeria religiosa d'Olot, fundat el 1880 pels reconeguts paisatgistes Joaquim i Marià Vayreda.
De pare fuster i mare mestressa de casa, vivien a pagès. El pintor, de ben petit va mostrar un gran interès en la pintura i als tretze anys va entrar com aprenent al taller El Arte Cristiano d'Olot dels germans Vayreda, on hi va treballar durant molts anys. Ramon Duran hi va començar fent d'aprenent i s'hi va passar cinquanta anys. Es va especialitzar en policromats, daurats i envelliment de talles. Amb els anys, es va anar formant i fou reconegut el 2010 amb el Diploma de Mestre artesà gràcies a la seva tècnica del daurat, la policromia i la utilització del mixtió, a proposta del Museu dels Sants d'Olot. Fins la Guia Mestres Artesans/anes de Catalunya de 2023, Duran és un dels 4 mestres artesans en imatgeria distingits fins a aquest moment.
Ramon Duran ha pintat tota la vida quadres de paisatges, flors i escenes quotidianes. Després de jubilar-se el 1999, ha continuat pintant sants i obres a l'oli i de caràcter impressionista, al seu taller d'Olot. Ha participat en fires i mostres de pintura i ha col·laborat amb diferents museus. Exerceix també de professor, ensenyant la seva tècnica a iniciàtics del món de la pintura, tant a l'ajuntament, al Museu dels Sants d'Olot, així com a alumnes de l'Escola d'Art d'Olot.